# Concórdia Atlético Clube
Le Concórdia Atlético Clube est un club brésilien de football basé à Concórdia dans l'État de Santa Catarina. Il évolue dans le Championnat de Santa Catarina.

## Anciens joueurs
- Daniel Carvalho da Silva